# Amadeo García de Salazar
Amadeo García de Salazar y Luco, també conegut com a Amadeo García Salazar o Amadeo García Luco (Vitòria, 31 de març de 1886 - 18 de juliol de 1947), va ser un metge basc que va tenir un paper destacat com a dirigent i entrenador de futbol.

## Biografia
Amadeo García de Salazar era metge dermatòleg i es va dedicar al llarg de la seva vida a exercir professionalment com a tal a la consulta que tenia a la ciutat de Vitòria. Va ser un metge de prestigi a la seva ciutat i va arribar a ocupar el càrrec de president del col·legi de metges oficial d'Àlaba.
Tot i això va arribar a obtenir fins i tot més notorietat per la seva vinculació al futbol, esport al qual era un gran aficionat. Va ser el principal impulsor de la fundació el 1921 del Deportivo Alavés, club que es convertiria en l'equip representatiu de la ciutat de Vitòria. Tot i que mai no va arribar a ocupar el càrrec de president del club, va ser el seu primer secretari i va ser considerat l'autèntic ànima de l'Alabès en les dues primeres dècades d'història. Va ser per primera vegada entrenador de l'equip a la temporada 1926-27.
Des de la secretaria de l'Alabès va aconseguir confeccionar a finals dels anys 20 un gran equip fitxant jugadors com Tiburcio Beristain, Ciriaco Errasti o Jacinto Quincoces, que van valer a aquell equip l'apel·latiu d'El Glorioso. Aquesta gran plantilla va aconseguir l'ascens a Primera divisió el 1930 i es va mantenir 3 temporades consecutives entre els grans.
Després, entre el 1932 i el 1939, va ser l'entrenador de l'equip. Va arribar a entrenar l'Alabès a la Primera divisió espanyola la temporada 1932-33.
El seu bon ull per descobrir jugadors, li va valer el 1934 ser nomenat seleccionador d'Espanya, i fou l'entrenador que va classificar a la selecció de futbol d'Espanya per disputar el Mundial d'Itàlia 1934. En aquest Mundial, la selecció espanyola va aconseguir fer un digne paper eliminant el Brasil i posteriorment caient amb polèmica davant de l'amfitriona i posterior campiona del món, Itàlia, a quarts. García de Salazar va seguir en aquest càrrec fins a l'esclat de la Guerra Civil Espanyola el 1936. Va entrenar Espanya en 12 partits obtenint 6 victòries, 2 empats i 4 derrotes.
També va ser el seleccionador del combinat de Bascònia que va disputar amistosos contra Catalunya el 1930 i 1931, considerat precursor de la Selecció de futbol d'Euskal Herria.
Una altra faceta destacable de la seva vida va ser la seva militància política. El 1931 va ser un dels fundadors del comitè provincial d'Àlaba del partit nacionalista basc ANB, fundat l'any anterior.
A Vitòria es diu Plaça Amadeo García Salazar la plaça al costat de la qual es troben l'Estadi de Mendizorrotza de l'Alabès i el Frontó Ogueta.